# Любомирка (Новоукраїнський район)
Любоми́рка — село в Україні, у Піщанобрідській сільській громаді Новоукраїнського району Кіровоградської області. Населення становить 500 осіб. Колишній центр Любомирської сільської ради.Через село протікає річка Чорний Ташлик.

## Історія
Станом на 1886 рік у містечку, центрі Любомирської волості Єлисаветградського повіту Херсонської губернії, мешкало 843 особи, налічувалось 183 дворових господарства, існували православна церква, школа та 5 лавок.

## Населення
Згідно з переписом УРСР 1989 року чисельність наявного населення села становила 622 особи, з яких 275 чоловіків та 347 жінок.
За переписом населення України 2001 року в селі мешкало 589 осіб.

### Мова
Розподіл населення за рідною мовою за даними перепису 2001 року:
| Мова       | Відсоток |
| ---------- | -------- |
| українська | 95,75 %  |
| молдовська | 2,38 %   |
| російська  | 1,36 %   |
| білоруська | 0,51 %   |

## Відомі люди
- Новакова Муза Іванівна (1927 р.н.) — радянський український архітектор;
- Іван Григорович Рябошапка (1831—1900) — засновник євангельського християн—баптизму в Україні. Біля села на річці Чорний Ташлик ще досі збереглися кам'яні залишки старого водяного млину, де він працював

## Село поділяється на місцевості
- Гусятник
- Сахалін
- Котівка
- Лісне
- Прожектор
- Центр

## Об'єкти соціальної сфери
- Дитячий садок «Пролісок»
- Любомирський НВК І ст.
- Фельдшерсько-акушерський пункт
- Відділення зв'язку
- Сільська рада
- Будинок культури
- Бібліотека
- Православна церква